# Clubiona kropfi
Clubiona kropfi este o specie de păianjeni din genul Clubiona, familia Clubionidae, descrisă de Zhang, Zhu și Song în anul 2003. Conform Catalogue of Life specia Clubiona kropfi nu are subspecii cunoscute.